# تيتسورو أراكي
تيتسورو أراكي (باليابانية: 荒木 哲郎) مواليد 5 نوفمبر 1976 في ساياما، سايتاما، سايتاما، اليابان، هو مخرج أنمي ياباني.

## الأعمال
أنمي
- هايسكول أوف ذا ديد
- سورد آرت أونلاين
- مفكرة الموت
- هجوم العمالقة الموسم1 (2013)
- كابانيري الحصن الحديدي (2016)
- هجوم العمالقة الموسم 2 (2017)
- هجوم العمالقة الموسم 3 (2018)

أوفا
- أوتوغي-جوشي اكازوكين  [لغات أخرى]‏ (2005)
- هجوم العمالقة: لا أسف (2014-2015)

### أفلام أنمي
• كابانيري الحصن الحديدي: معركة أوناتو (2019)

## وصلات خارجية
- تيتسورو أراكي على موقع IMDb (الإنجليزية)
- تيتسورو أراكي على موقع قاعدة بيانات الفيلم (الإنجليزية)
- تيتسورو أراكي على موقع كينوبويسك (الروسية)
- تيتسورو أراكي على موقع ANN person (الإنجليزية)